# John Ampomah
John Ampomah (* 11. Juli 1990 in Konongo) ist ein ghanaischer Leichtathlet, der sich auf den Speerwurf spezialisiert hat und aktuell Inhaber des Landesrekordes ist.

## Sportliche Laufbahn
Erste internationale Erfahrungen sammelte John Ampomah, der ein Studium an der Middle Tennessee State University in den Vereinigten Staaten absolvierte, bei den Commonwealth Games 2014 in Glasgow, bei denen er mit einer Weite von 69,56 m den neunten Platz belegte. Anschließend gelangte er bei den Afrikameisterschaften in Marrakesch mit 75,99 m auf den fünften Platz. Im Jahr darauf gewann er bei den Afrikaspielen in Brazzaville mit 82,94 m die Silbermedaille hinter dem Ägypter Ihab Abdelrahman und 2016 musste er sich bei den Afrikameisterschaften in Durban mit 75,22 m nur dem Südafrikaner Phil-Mar van Rensburg geschlagen geben. Anschließend verbesserte er in Cape Coast den Landesrekord auf 83,09 m, ehe er bei den Olympischen Sommerspielen in Rio de Janeiro mit 80,39 m in der Qualifikationsrunde ausschied. 2024 gelangte er bei den Afrikaspielen in Accra mit 66,64 m auf Rang neun.